# Singapur Juniors 2013
Das Singapur Juniors 2013 fand als bedeutendstes internationales Nachwuchsturnier von Singapur im Badminton vom 25. November bis zum 1. Dezember 2013 statt.

## Sieger und Platzierte
| Disziplin    | Gold                            | Silber                                 | Bronze                                               |
| ------------ | ------------------------------- | -------------------------------------- | ---------------------------------------------------- |
| Herreneinzel | Cheam June Wei                  | Satheishtharan Ramachandran            | Bernard Ong                                          |
| Herreneinzel | Cheam June Wei                  | Satheishtharan Ramachandran            | Tossapol Thawornwong                                 |
| Dameneinzel  | Yeo Jia Min                     | Liang Yun                              | Su Hsiang-ling                                       |
| Dameneinzel  | Yeo Jia Min                     | Liang Yun                              | Thanwaraj Ratanamano                                 |
| Herrendoppel | Loh Kean Hean Terry Hee         | Yang Min-chieh Lin Yu-hsien            | Phạm Hồng Nam Đỗ Tuấn Đức                            |
| Herrendoppel | Loh Kean Hean Terry Hee         | Yang Min-chieh Lin Yu-hsien            | Lee Chia-han Wu Yuan-cheng                           |
| Damendoppel  | Citra Putri Sari Dewi Liang Yun | Dolaporn Ruhakarn Thanwaraj Ratanamano | Grace Chua Fiona Seah                                |
| Damendoppel  | Citra Putri Sari Dewi Liang Yun | Dolaporn Ruhakarn Thanwaraj Ratanamano | Karnjanavadee Bunsomboon Rawimon Iamratanamaetheekul |